# Hartforth
Hartforth est un petit village du district de Richmondshire, dans le Yorkshire du Nord, en Angleterre. Le village est situé à environ 14 kilomètres au sud-ouest du bourg de Darlington et fait partie de la paroisse civile de Gilling avec Hartforth et Sedbury. En 2021, la population comptait 558 habitants.

## Hartforth Hall

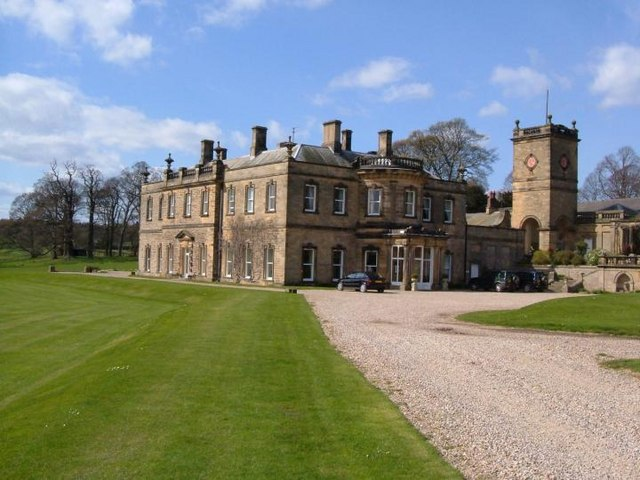
Hartforth Hall

Hartforth Hall est une maison de campagne classée Grade II. Il a été construit en 1744 par William Cradock de Gilling, qui avait acheté le manoir de Hartforth en 1720. Des ajouts ont été faits en 1792 et 1900. Le contre-amiral Christopher Cradock, décédé à la bataille de Coronel, est né à Hartforth en 1862. La propriété a été exploitée comme hôtel et lieu de mariage de 1986 à 2017, mais l'hôtel est définitivement fermé.